# 油井
油井是用于开采油田石油的設施。

開採方按照要求在油田地区实施系统的规划后进行钻井，将井眼作为石油升至地面的通道。通道一般到达地下油层区，而后放下套管并在套管周边浇筑水泥进行固井。而后下注油管，进行完井作业后，进而开采油田。